# Cumulopuntia sphaerica
Cumulopuntia sphaerica är en kaktusväxtart som först beskrevs av C.F. Först., och fick sitt nu gällande namn av Edward Frederick Anderson. Cumulopuntia sphaerica ingår i släktet Cumulopuntia, och familjen kaktusväxter. Inga underarter finns listade i Catalogue of Life.

## Bildgalleri

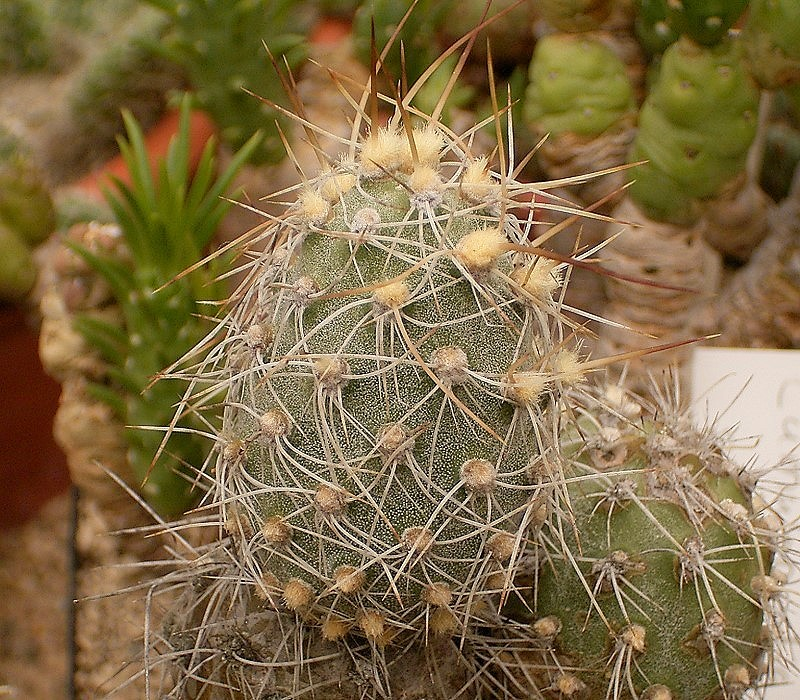
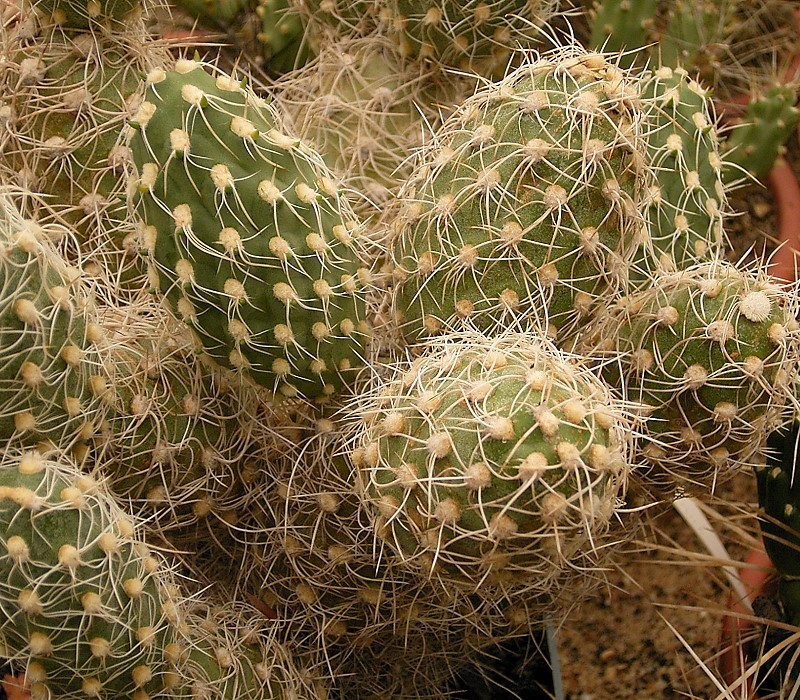
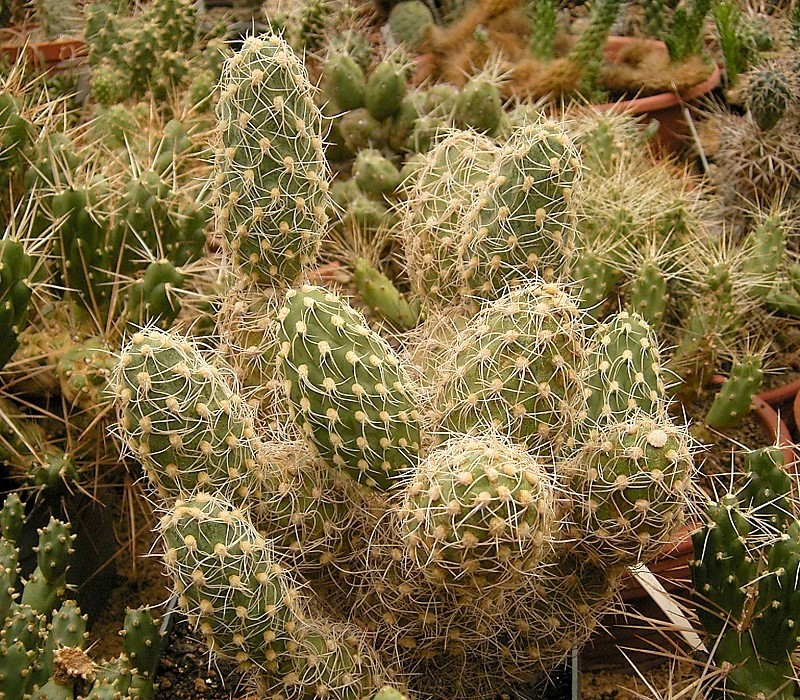
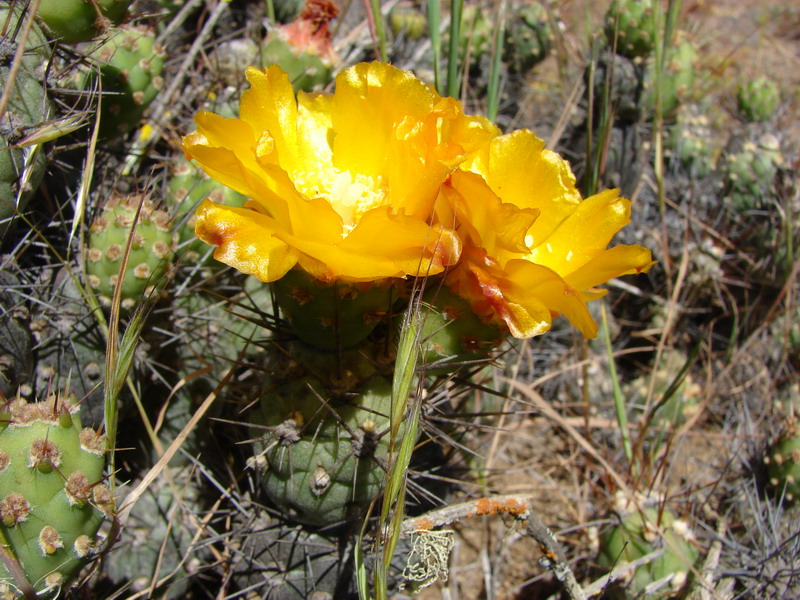
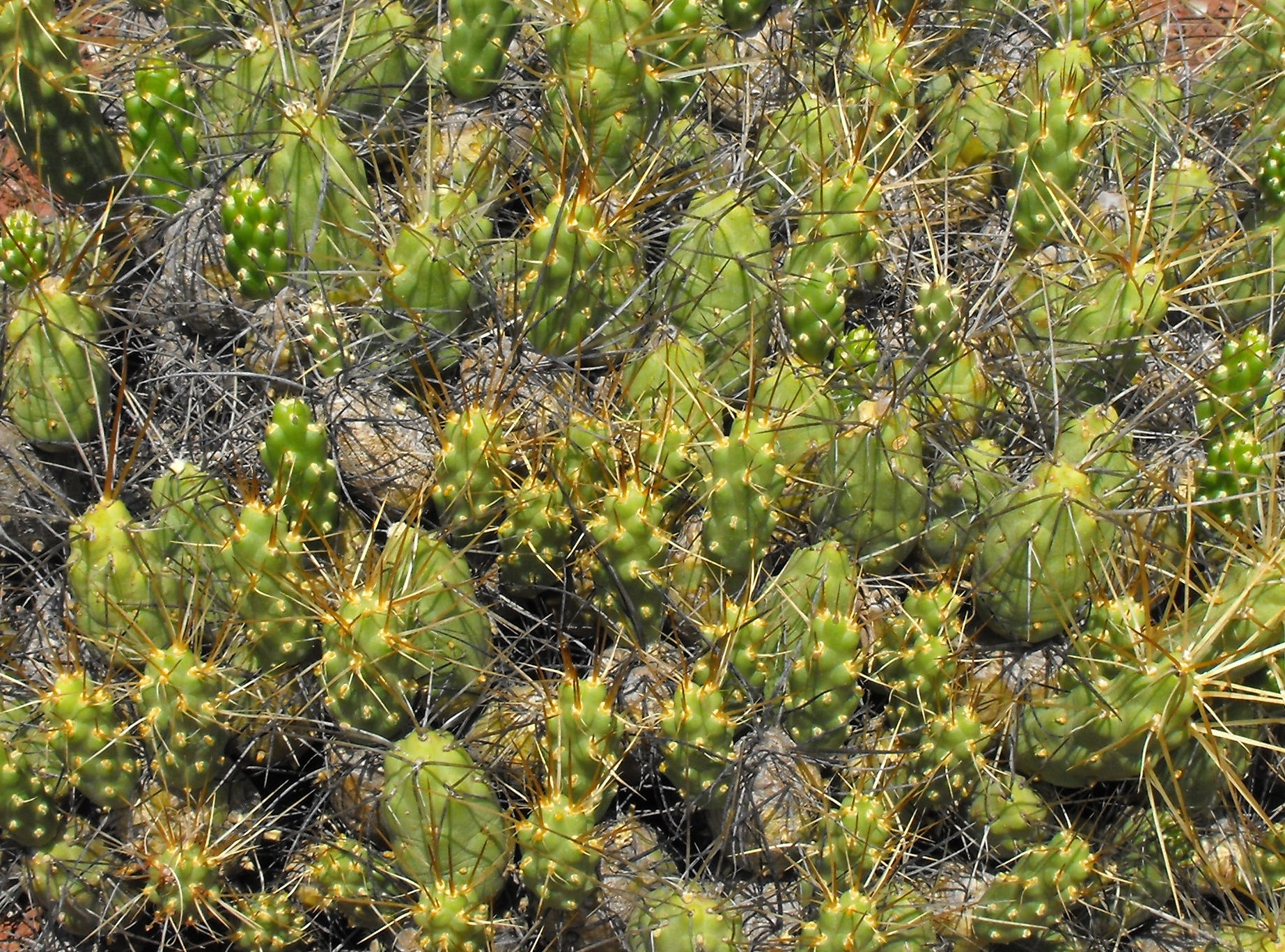